# Brigid
Brigid, Brigit („triumfująca bogini”) – w mitologii irlandzkiej córka Dagdy i żona Bresa. Miała troje dzieci z Tuireannem: Creidhne, Luchtaine i Giobhniu.

## Atrybuty
Niektóre jej tytuły to:
- „Ogień Inspiracji” – patronka poezji
- „Ogień Paleniska” – patronka uzdrowicieli, bogini płodności
- „Ogień Kuźni” – patronka kowali, rzemieślników i wojowników

Była też boginią-patronką druidów i boginią Świętego Ognia z Kildare.
W Innym Świecie miała sad jabłoniowy. Podróżowały do niego pszczoły, aby pozyskać magiczny nektar. Kojarzono go z Avalonem.

## Wzorce i inspiracje
Brigid mogła być wzorem dla Pani Jeziora z legend arturiańskich.
Z jej postacią często kojarzy się pierwszą opatkę Kildare, Brygidę z Irlandii, córkę króla Dubhtacha z Leinster – czasem do tego stopnia, że uważano ją również za postać wyłącznie mitologiczną, wbrew temu, iż o jej życiu istnieją zgromadzone w opactwie zapiski historyczne. Choć istnieją dowody na to, że w Kildare działała bardzo zdolna przeorysza nosząca imię po celtyckiej bogini, nie wydaje się możliwe, aby była ona osobą, która w Betlejem pomagała jako akuszerka przy narodzinach Jezusa, ani że to ona, by uniknąć niechcianego małżeństwa, wyłupiła sobie oczy, po czym po włożeniu ich z powrotem na miejsce odzyskała wzrok. Niemniej jednak świętą Brygidę uważa się za obdarzoną częścią mocy i magii, jakimi dysponować miała bogini.

## Kult Brigid
Brigid była czczona w przypadające 1 lutego święto Imbolc, gdyż wierzono, że to ona przynosi wtedy wiosnę. Jest to również święto św. Brygidy, czczonej przez katolików, a także niektórych anglikanów i prawosławnych.

## Inne imiona
- Brigid (Irlandia)
- Brighid (Irlandia)
- Bridget (Irlandia) – zangielszczona wersja imienia gaelickiego
- Bríd (Irlandia)
- Brid
- Bride (Szkocja)
- Brìghde (Szkocja)
- ffraid (Walia)
- Breo Saighead ("ognista strzała")
- Berecyntia (Galia)
- Brigan
- Brigandu (Galia)
- Brigantia – naczelna bogini Brigantów, plemienia przeważającego w północnej Anglii przed inwazją rzymską. Dla tego plemienia miała ona związek z wodą, wojną, uzdrawianiem, a także wszelką pomyślnością.
- Brigantis (Brytowie)
- Brigindo (Szwajcaria)

## Literatura
- Podręczna miniencyklopedia mitologii. Grecy, Rzymianie, Celtowie (opr. Dorota Nowak, Piotr Warsiński). Warszawa: RTW, 2001, s. 208-209, ISBN 83-7294-019-3